# Señorita (canção de Shinee)
Señorita (em coreano: 세뇨리따) é uma canção de gênero musical R&B-dance interpretada pela boy band sul-coreana Shinee. Foi incluída como faixa em seu segundo mini-álbum Romeo, lançado em 25 de maio de 2009, sob a gravadora SM Entertainment. A canção foi interpretada ao vivo, muitas vezes em suas apresentações e showcases.

## Composição
De acordo com o Naver, "Señorita" musicalmente pertence ao gênero R&B. A canção foi composta e arranjada pela produtora musical residente da SM Entertainment, Kenzie. Ela colaborou com Shinee em muitas canções anteriores, incluindo "Real" de seu primeiro EP, Replay e "Graze" de seu primeiro álbumThe Shinee World. Ela compôs seus hits "Jo Jo", "Life", "Stranger", "Why So Serious?" e "Green Rain". O compositor Kim Jung-bae, que também escreveu as canções mencionadas, também escreveu a letra de "Señorita". A coreografia que acompanha a canção foi criada por Shim Jae Won e Rino Nakasone.

## Performances ao vivo
"Señorita" foi incluída no set-list da primeira turnê asiática do Shinee, Shinee World: 1st Asia Tour 2010 e foi a sua segunda canção a ser executada durante seus shows logo após a canção "The Shinee World (Doo-Bop)". Os meninos foram convidados para ser o ato de abertura do  6th London Korean Film Festival, que teve lugar em Odeon West End Theater em 3 de novembro de 2011. Os meninos fizeram as performances de "Señorita" e "Ring Ding Dong".